# Бердышево
Бердышево — село в Большесосновском районе Пермского края. Входит в состав Полозовского сельского поселения.

## Географическое положение
Расположено на левом берегу реки Сива, примерно в 5 км к юго-востоку от административного центра поселения, села Полозово, и в 47 км к юго-западу от райцентра, села Большая Соснова.

## Население
| 2010 |
| ---- |
| 319  |

## Улицы[2]
- Набережная ул.
- Мира ул.
- Молодёжная ул.
- Луговая ул.

## Топографические карты
- Лист карты O-40-97 Первомайский. Масштаб: 1 : 100 000. Состояние местности на 1983 год. Издание 1984 г.